# Rechobot (Bijbel)
Rechobot of (verouderd) Rehobot(h) (Hebreeuws: רְחוֹבוֹת, Reḥovot, "weidse plaats", "open plaats") is de naam van drie plaatsen in de Hebreeuwse Bijbel:
1. In de bekendste vermelding in Genesis 26:22 kregen de herders van Isaak keer op keer ruzie met andere lokale herders over het bezit van waterputten. Toen Isaäk voor de derde maal een waterput had gegraven, kregen ze voor het eerst geen ruzie met andere herders. Deze put noemde hij Rechobot, ‘want,’ zei hij, ‘nu heeft de HEER ons ruimte gegeven in dit land en kunnen wij ons uitbreiden.’ (Nieuwe Bijbelvertaling). Er wordt aangenomen dat deze bron in Wadi er-Ruheibeh lag of ligt, ongeveer 30 kilometer ten zuiden van Beër Sjeva.[3]
2. Een oude stad waar Saül, een koning van Edom, vandaan kwam (Genesis 36:37; 1 Kronieken 1:48).
3. Rechobot-Ir was volgens Genesis 10:11 een stad die door Nimrod werd gesticht. De locatie is onbekend, maar zou in de buurt van Ninive hebben kunnen liggen. Maar omdat rechobot ir "straten van de stad" of "publiek stadsplein" kan betekenen, zou het ook naar Ninive zelf kunnen verwijzen.

## Vernoemingen
Een aantal plaatsen in de wereld is naar Rechobot vernoemd: ten minste vier in de Verenigde Staten, één in Israël en één in Namibië.

## Gebouwen gebruik
'Rehobot(h)' is een populaire naam van kerkelijke verenigingsgebouwen, christelijke scholen en dergelijke.